# Eleccions comunals luxemburgueses de 2017
Les eleccions comunals luxemburgueses de 2017 són les eleccions comunals de Luxemburg que van tenir lloc el 8 d'octubre de 2017 per escollir els regidors dels consells comunals de les 102 comunes de Luxemburg.

## Sistema electoral
Els residents amb nacionalitat luxemburguesa tenen dret a vot, així com aquells estrangers que faci 5 anys que estan inscrits al cens electoral i disposin de permís de residència i visat vàlid, en cas de ser originaris de fora la Unió Europea.
El nombre de membres a escollir per comuna està determinat segons la població. La següent taula recull la relació població-regidors:
| Població            | Regidors |
| ------------------- | -------- |
| <999                | 7        |
| 1.000–2.999         | 9        |
| 3.000–5.999         | 11       |
| 6.000-9.999         | 13       |
| 10.000–14.999       | 15       |
| 15.000–19.999       | 17       |
| >20.000             | 19       |
| Ciutat de Luxemburg | 27       |

En els municipis de menys de 3.000 (57 en total), s'utilitza l'escrutini majoritari plurinominal a una volta. En els municipis de més de 3.000 habitants (45 municipis i 1 secció), s'utilitza el sistema proporcional amb llistes. La repartició d'escons en aquest últim es fa utilitzant el mètode del residu més alt i amb la quota de Hagenbach-Bischoff.
L'1 de gener de 2018, 6 municipis es fusionaran per crear-ne 3 de nous. Els nous consells comunals tindran el nombre de regidors que estableix la taula anterior, però l'elecció dels regidors es farà en circumscripcions corresponents als municipis que desapareixeran. En cinc d'aquests, l'escrutini és majoritari i només és proporcional en un.

## Candidats
Hi havia 3.575 candidats, 2.301 dels quals eren homes i 1.274 eren dones. En total, s'havien d'escollir 600 regidors per representació proporcional, que corresponien a 45 municipis i la secció de Hobscheid (futur municipi de Habscht).
Els partits polítics havien presentat llistes als següents nombres de comunes:
- CSV: 46
- DP: 43
- LSAP: 41
- Els Verds: 34
- ADR: 10
- L'Esquerra: 8
- Partit Pirata: 6
- KPL: 5
- Independents: 9

## Resultats

### Totals

Partit guanyador per comuna.
CSV
LSAP
DP
els Verds
Independents
Comunes utilitzant sistema majoritari

El principal guanyador de les eleccions va ser el CSV, que va augmentar en 46 el nombre de regidors. El LSAP va perdre 10 regidors i també la primera posició en algunes ciutats del cinturó industrial del sud-oest de Luxemburg, on hi destaca Esch-sur-Alzette, la segona ciutat del país. Per la seva banda, el Partit Democràtic va tornar a guanyar a la capital. Els Verds van aconseguir quedar primers a Differdange. El Partit Pirata va entrar per primera vegada a les institucions luxemburgueses, amb 3 regidors.
| Partit                                          | Partit                                            | Vots      | Vots | Vots | Escons | Escons |
| Partit                                          | Partit                                            | Vots      | %    | +/-  | Escons | +/-    |
| ----------------------------------------------- | ------------------------------------------------- | --------- | ---- | ---- | ------ | ------ |
|                                                 | Partit Popular Social Cristià (CSV)               | 769.109   | 30,4 | +5,5 | 209    | +47    |
|                                                 | Partit Socialista dels Treballadors (LSAP)        | 606.525   | 24,0 | -4,8 | 155    | -10    |
|                                                 | Partit Democràtic (DP)                            | 458.811   | 18,2 | -2,7 | 108    | +2     |
|                                                 | Els Verds (dei Gréng)                             | 413.093   | 16,4 | +0,6 | 77     | +3     |
|                                                 | L'Esquerra (dei Lénk)                             | 102.347   | 4,1  | +0,4 | 8      | +1     |
|                                                 | Partit Reformista d'Alternativa Democràtica (ADR) | 65.687    | 2,6  | -0,4 | 4      | 0      |
|                                                 | Partit Pirata (Pirate Partei)                     | 33.556    | 1,3  | Nou  | 3      | Nou    |
|                                                 | Partit Comunista de Luxemburg (KPL)               | 25.055    | 1,0  | -0,3 | 2      | -1     |
|                                                 | Altres                                            | 52.360    | 2,1  | +0,4 | 34     | +11    |
| Total                                           | Total                                             | 2.526.543 | 100  | –    | 600    | +56    |
| Font: Gouvernement du Grand-Duché de Luxembourg |                                                   |           |      |      |        |        |

| Partit | Partit       | Vots | %   | Escons |
| ------ | ------------ | ---- | --- | ------ |
|        | Independents |      | 100 | 522    |
| Total  | Total        |      | 100 | 522    |

### Per municipi
| Comuna              | CSV | LSAP | DP  | dei gréng | dei Lénk | ADR | Piraten | KPL | Altres | Total |
| ------------------- | --- | ---- | --- | --------- | -------- | --- | ------- | --- | ------ | ----- |
|                     |     |      |     |           |          |     |         |     |        |       |
| Bertrange           | 3   | 1    | 7   | 2         | –        | –   | –       | –   | –      | 13    |
| Bettembourg         | 5   | 6    | 1   | 2         | –        | 1   | –       | –   | –      | 15    |
| Betzdorf            | 3   | 3    | 2   | 3         | –        | –   | –       | –   | –      | 11    |
| Bissen              | 6   | –    | –   | –         | –        | –   | –       | –   | 5      | 11    |
| Ciutat de Luxemburg | 7   | 3    | 9   | 5         | 2        | 1   | 0       | 0   | –      | 27    |
| Clervaux            | 6   | –    | 2   | 2         | –        | 0   | 0       | –   | 1      | 11    |
| Contern             | 5   | 2    | 2   | 2         | –        | –   | –       | –   | –      | 11    |
| Diekirch            | 4   | 7    | 1   | 1         | –        | –   | –       | –   | –      | 13    |
| Differdange         | 4   | 4    | 2   | 7         | 1        | 0   | –       | 1   | –      | 19    |
| Dippach             | 2   | 5    | 2   | –         | –        | –   | –       | –   | 2      | 11    |
| Dudelange           | 5   | 10   | –   | 2         | 1        | 1   | –       | –   | –      | 19    |
| Echternach          | 3   | 3    | 2   | 3         | –        | –   | –       | –   | –      | 11    |
| Esch-sur-Alzette    | 6   | 6    | 2   | 3         | 2        | 0   | 0       | 0   | –      | 19    |
| Ettelbruck          | 5   | 4    | 2   | 2         | –        | –   | –       | –   | –      | 13    |
| Frisange            | 3   | 2    | 1   | –         | –        | –   | –       | –   | 5      | 11    |
| Grevenmacher        | 5   | 2    | 3   | 1         | –        | –   | –       | –   | –      | 11    |
| Habscht-Hobscheid   | 8   | 1    | 2   | –         | –        | –   | –       | –   | –      | 11    |
| Hesperange          | 8   | 1    | 3   | 3         | 0        | –   | –       | –   | –      | 15    |
| Junglinster         | 5   | 2    | 4   | 2         | –        | –   | –       | –   | –      | 13    |
| Käerjeng            | 7   | 5    | 1   | 2         | –        | 0   | –       | –   | –      | 15    |
| Kayl                | 4   | 5    | 2   | 2         | –        | –   | –       | –   | –      | 13    |
| Kehlen              | 5   | 3    | 1   | 2         | –        | –   | 0       | –   | –      | 11    |
| Kopstal             | 4   | –    | 3   | –         | –        | –   | –       | –   | 4      | 11    |
| Lorentzweiler       | 2   | –    | 1   | 2         | –        | –   | –       | –   | 6      | 11    |
| Mamer               | 6   | 3    | 1   | 3         | –        | –   | –       | –   | –      | 13    |
| Mersch              | 4   | 1    | 5   | 3         | –        | –   | –       | –   | –      | 13    |
| Mertert             | 3   | 6    | 2   | –         | –        | –   | –       | –   | –      | 11    |
| Mondercange         | 5   | 5    | 2   | 1         | –        | –   | –       | –   | –      | 13    |
| Mondorf-les-Bains   | 3   | 1    | 6   | 1         | –        | –   | –       | –   | –      | 11    |
| Niederanven         | 6   | 3    | 2   | 2         | –        | –   | –       | –   | –      | 13    |
| Pétange             | 8   | 4    | 1   | 2         | 0        | 0   | 2       | –   | 0      | 17    |
| Rambrouch           | 6   | 3    | 2   | –         | –        | –   | –       | –   | –      | 11    |
| Remich              | 3   | 1    | 4   | 2         | –        | –   | 1       | –   | –      | 11    |
| Roeser              | 3   | 6    | 2   | 2         | –        | –   | –       | –   | –      | 13    |
| Rumelange           | 4   | 5    | 1   | –         | –        | –   | –       | 1   | –      | 11    |
| Sandweiler          | 4   | 2    | 2   | 3         | –        | –   | –       | –   | –      | 11    |
| Sanem               | 5   | 7    | 1   | 2         | 2        | 0   | –       | 0   | –      | 17    |
| Schifflange         | 6   | 6    | 1   | 2         | –        | –   | –       | –   | –      | 15    |
| Schuttrange         | 1   | 1    | 4   | 1         | –        | –   | –       | –   | 4      | 11    |
| Steinfort           | 4   | 5    | 1   | 1         | –        | –   | –       | –   | –      | 11    |
| Steinsel            | 2   | 5    | 4   | –         | –        | –   | –       | –   | –      | 11    |
| Strassen            | 3   | 4    | 4   | 2         | 0        | –   | –       | –   | –      | 13    |
| Troisvierges        | 4   | –    | –   | –         | –        | –   | –       | –   | 7      | 11    |
| Walferdange         | 5   | 2    | 4   | 2         | –        | –   | –       | –   | –      | 13    |
| Wiltz               | 5   | 6    | 2   | –         | –        | –   | –       | –   | –      | 13    |
| Wincrange           | 4   | 4    | 2   | –         | –        | 1   | –       | –   | –      | 11    |
| Total               | 209 | 155  | 108 | 77        | 8        | 4   | 3       | 2   | 34     | 600   |